# 小行星4027
小行星4027（英語：4027 Mitton）是一颗围绕太阳公转的小行星。1982年2月21日，愛德華·鮑威爾在可可尼诺县发现了此天体。
这颗小行星的绝对星等为15.74478等。